# 包信镇
包信镇，是中华人民共和国河南省信阳市息县下辖的一个乡镇级行政单位。

## 行政区划
包信镇下辖以下地区：
包信社区、邹楼村、管楼村、姜寨村、周庄村、马庄村、王庙村、大李庄村、姚庄村、付庄村、北街村、香卜园村、王平楼村、腰庄村、徐围孜村、张郑庄村、徐楼村、朱围孜村、后楼村和包庄村。